# Греко (Палермо)
Греко је насеље у Италији у округу Палермо, региону Сицилија.
Према процени из 2011. у насељу је живело 294 становника. Насеље се налази на надморској висини од 236 м.